# Haslev Stationsbymuseum
Haslev Stationsbymuseum var et lokalhistorisk museum for den typiske stationsby Haslev og skildrer udvikling af byen fra Den Sjællandske Sydbanens åbning i 1870 frem til 1920. I det tidsrum vokser byen voldsomt og med nye virksomheder, forretninger og institutioner som skoler.
Museet var en del af Østsjællands Museum.
Museet er nu flyttet til det nye kulturhistoriske museum på Rådhusvej 2 i Faxe. Den gamle museumsbygning Frederiksgade 6, Haslev er nedrevet.